# Portada/efemèride abril 30
Primera pàgina del tractat de Viena.
« 29 d'abril · 30 d'abril · 1 de maig »